# Un pont sur la brume
Un pont sur la brume (titre original : The Man Who Bridged the Mist) est un roman court de science-fiction de Kij Johnson paru en 2011 puis traduit en français et publié aux éditions Le Bélial' en 2016. Il a obtenu le prix Hugo du meilleur roman court 2012 ainsi que le prix Nebula du meilleur roman court 2011.

## Résumé
Kit Meinem d'Atyar est à la fois architecte et chef de travaux pour la réalisation de routes, ponts et bâtiments. Il se voit confier une tâche inédite : la construction d'un pont au dessus d'une brume épaisse et immense, abritant d'énormes créatures mythiques, une brume qui sépare l'empire en deux et qu'on ne peut traverser qu'uniquement grâce à des bacs dont les propriétaires ont une espérance de vie plutôt faible. Rasali Bac de Loinville est l'une d'elles et sa vie et celle de Kit vont s'entremêler durant tout le temps des travaux, soit plus de cinq années, elle dont l'avenir va être totalement chamboulé puisque son travail n'aura plus lieu d'être une fois le pont achevé.